# جون ويذرسبون
جون ويذرسبون (بالإنجليزية: John Witherspoon)‏ (15 فبراير 1723 جيفورد، لوثيان الشرقية ، اسكتلندا - 15 نوفمبر 1794 برينستون، نيو جيرسي، الولايات المتحدة) هو قس وسياسي اسكتلندي هاجر إلى الولايات المتحدة. ترأس جامعة برينستون وكان أحد الموقعين على إعلان الاستقلال الولايات المتحدة ممثلا لولاية نيو جيرسي، كان العضو الوحيد من رجال الدين ممن وقعوا على الإعلان.

## بدايات حياته
ولد ويذرسبون في جيفورد في أبرشية يستر، لوثيان الشرقية، اسكتلندا، في 5 فبراير 1723، وهو ابن قس من كنيسة اسكتلندا، ويدعى جيمس ويذرسبون (توفي 1759)، ومن جهة أمه فهو سليل جون وولش وجون نوكس. درس في هادينغتون، وتخرج عام 1739 في جامعة أدنبرة، حيث أنهى دراساته في الديانة في 1743. حصل على رخصة للتبشير من الكنيسة المشيخية في هادينجتون في نفس العام، وبعد عامين من التدريب تم تعيينه قسا في أبرشية بيث. وكتب في تلك الفترة عدة مؤلفات أهمها العمل الساخر «خصائص الكنيسة» (1753)، كما هاجم التجاوزات في الكنيسة وهاجم الحزب المعتدل. تم تعيينه قسا في بيزلي عام 1757، وحصل على الدكتوراه في اللاهوت من أبردين عام 1769. تمت محاكمته بتهمة التشهير عندما طبع عملا يوبخ فيه بعض أبناء رعيته والذي كان قد استخف بسر العشاء الرباني. وبعد محاكمة استمرت عدة سنوات، أمر بدفع تعويضات قدرها 150 جنيه إسترليني، والتي جمعها أبناء رعيته.

## الحياة في أمريكا
رفض ويذرسبون عدة دعوات للانضمام إلى كنائس في دبلن وروتردام، ورفض في عام 1766 دعوة أتته من ريتشارد ستوكتون للذهاب إلى أمريكا ليكون رئيسا على جامعة نيو جيرسي (وهي الآن جامعة برينستون). ولكنه قبل دعوة ثانية ورحل عن بيزلي مايو 1768. استطاع بعلاقاته الوثيقة مع الكنيسة الاسكتلندية أن يؤمن المساعدة المادية للجامعة التي أصبح رئيسا عليها، وقام بجولة عبر نيو إنغلاند لجمع التبرعات. كما وضع يده على مجموعة كبيرة من الأجهزة العلمية مما حسن التعليم في العلوم الطبيعية؛ وقدم دورات في اللغة العبرية والفرنسية حوالي عام 1772؛ وكما قام بالتدريس بنفسه في عدة مواد، مثل اللغات واللاهوت والفلسفة الأخلاقية والبلاغة. وكان عضوا بارزا في الكنيسة المشيخية في أمريكا؛ وعمل لحساب الاتحاد مع الأبرشيين ومع الكنيسة الإصلاحية الهولندية؛ وكان حاضرا في المجلس الكنسي عام 1786 ضمن اللجنة التي صوتت لتشكيل الجمعية العامة وصياغة نظام من القواعد العامة للحكومة.
كان له دور كبير في السياسة ليكسب تأييد المشيخيين الأيرلنديين والسكوتش الأيرلنديين لدعم حزب الويغ. وكان عضوا في المؤتمر الإقليمي الذي عقد في نيو برونزويك في يوليو 1774؛ وترأس لجنة مقاطعة سومرست للمراسلات في أعوام 1774-1775؛ كان عضوا في التجمع الدستوري في نيو جيرسي في ربيع عام 1776، وكان عضوا في الكونغرس القاري في الفترة من يونيو 1776 حتى خريف عام 1779 وفي 1780 – 1783، حيث حث على صياغة إعلان الاستقلال، وكان رجل الدين الوحيد الذي وقع عليه. أصبح عضوا في اللجنة السرية للمراسلات في أكتوبر 1776 م، ومجلس الحرب في أكتوبر 1777 واللجنة المالية في 1778. وعارض إصدار النقود الورقية، ودعم خطة روبرت موريس لإنشاء بنك وطني، وكان له دور بارز مع جميع قرارات الكونغرس فيما يتعلق بالسلام مع بريطانيا العظمى.

## سنواته الأخيرة
فقد ويذرسبون النظر في إحدى عينيه في عام 1784، وأصيب بالعمى التام في عام 1791. وتوفي في مزرعته في توسكولوم قرب جامعة برينستون في 15 نوفمبر 1794. هناك تمثال لويذرسبون في فيرمونت بارك في فيلادلفيا وآخر في مكتبة جامعة برينستون.

## أعماله
- مقالة على الصلة بين مذهب التبرير بالمنسوب إلى أحقية السيد المسيح وقدسية الحياة (1756).
- اعتبارات على الطبيعة ومدى السلطة التشريعية للبرلمان البريطاني (1774) وينسب أحيانا لبنجامين فرانكلين.
- مجموعة أعماله مع يوميات كتبها صهره صامويل ستانهوب سميث (الذي خلفه على رئاسة جامعة برينستون)، ونقحها د. أشبيل غرين (نيو يورك، 1801 – 1802).

### أعمال عنه
- جون ويذرسبون بقلم ديفد واكر وودز (نيو يورك، 1906).

## روابط خارجية
- جون ويذرسبون على موقع الموسوعة البريطانية (الإنجليزية)